# خانه وحشت دکتر ترور

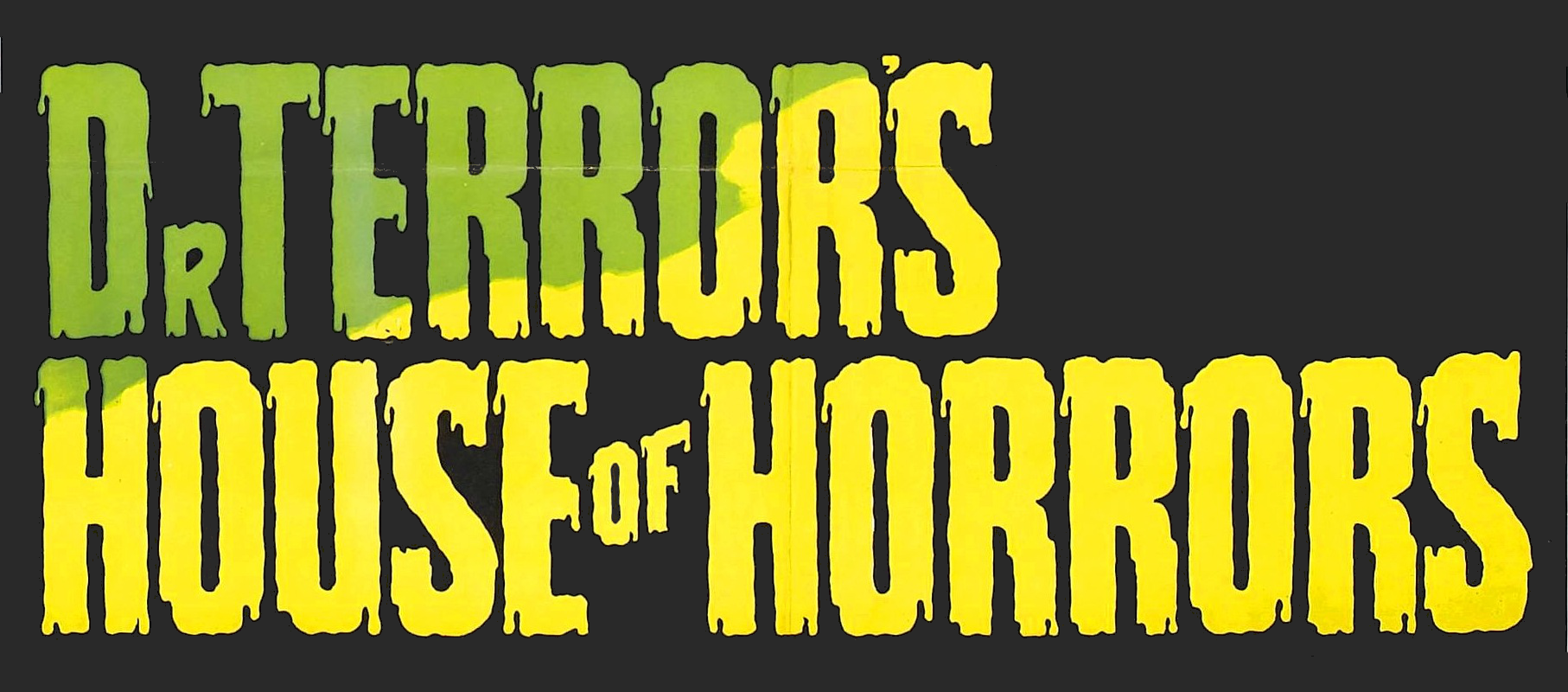
خانه وحشت دکتر ترور

خانه وحشت دکتر ترور (انگلیسی: Dr. Terror's House of Horrors) فیلمی بریتانیایی در سبک ترسناک به کارگردانی فردی فرانسیس است که در سال ۱۹۶۵ منتشر شد.

## بازیگران
- پیتر کوشینگ
- کریستوفر لی
- دونالد ساترلند
- مایکل گاف
- برنارد لی
- جان مارتین
- فیبی نیکولز
- آیلا بلر
- والتر اسپارو